# Rivière Chaboillez
Pour les articles homonymes, voir Chaboillez.
La rivière Chaboillez  est un affluent de la rivière La Reine, au Québec, au Canada, chevauchant les régions administratives de :
- Nord-du-Québec : traversant le canton de Perron, dans la partie sud de la municipalité de Eeyou Istchee Baie-James ;
- Abitibi-Témiscamingue : traversant le canton de Desméloizes, dans les municipalités de Normétal, Saint-Lambert et de La Reine, dans la municipalité régionale de comté (MRC) de Abitibi-Ouest.

La rivière Chaboillez coule surtout en zone forestière, sauf la zone inférieure qui traverse quelques zones agricoles. La foresterie constitue la principale activité économique de ce bassin versant ; l'agriculture, en second.
Le bassin versant de la rivière Chaboillez est surtout desservi par le chemin des 4e et 5e rang (sens est-ouest), la route du 6e et 7e rang Ouest, la route du 8e et 9e rang (sens est-ouest), ainsi que la route du 5e et 6e Rang (sens nord-sud).
Annuellement, la surface de la rivière est habituellement gelée de la mi-novembre à la mi-avril, toutefois la circulation sécuritaire sur la glace se fait généralement de la mi-décembre à la fin mars.

## Géographie
La rivière Chaboillez prend sa source d'un ruisseau forestier à une altitude de 342 m dans la municipalité de Eeyou Istchee Baie-James. 
Cette source est située à 5,4 km à l'est de la frontière de l'Ontario, à 7,4 km au nord-ouest du centre du village de Normétal, à 13,3 km au nord-est de l'embouchure de la rivière Chaboillez et à 31,4 km au nord-ouest du centre-ville de La Sarre.
Les principaux bassins versants voisins de la rivière Chaboillez sont :
- côté nord : rivière Ménard, rivière Boivin, rivière Turgeon ;
- côté est : rivière Des Méloizes, lac Macamic, rivière La Sarre ;
- côté sud : rivière La Reine, lac Abitibi, rivière Des Méloizes ;
- côté ouest : rivière La Reine, lac Abitibi, Boischere Creek.

À partir de sa source en zone forestière, la rivière Chaboillez coule sur environ 25 km selon les segments suivants :
- 3,5 km vers le sud dans la municipalité de Eeyou Istchee Baie-James, jusqu'à la limite de la région administrative de l'Abitibi-Témiscamingue ;
- 0,9 km vers le sud-est dans la municipalité de Saint-Lambert, jusqu'à la limite de Normétal ;
- 1,3 km vers le sud-est dans Normétal, en recueillant un ruisseau (venant du nord-est), jusqu'à la municipalité de Saint-Lambert ;
- 2,2 km vers le sud-est dans Saint-Lambert, jusqu'à la route des 8e et 9e rang (sens est-ouest) ;
- 3,2 km vers le sud, jusqu'au cours d'eau Vachon (venant de l'est) ;
- 2,3 km vers l'ouest, puis le sud, jusqu'à la route des 6e et 7e rang ouest ;
- 6,0 km vers le sud, le sud-ouest, puis nord-ouest, jusqu'à la route des 5e et 6e rang (sens nord-sud) ;
- 3,0 km vers le sud-ouest, puis l'ouest, en traversant à deux reprises la route du 4e et 5e rang (sens est-ouest), jusqu'à la limite de La Reine ;
- 0,8 km vers le sud-ouest jusqu'à son embouchure[2].

L'embouchure de la rivière Chaboillez est localisé à :
- 2,3 km à l'est de la frontière de l'Ontario ;
- 4,1 km au sud du centre du village de Saint-Lambert ;
- 24,4 km au nord-ouest du centre-ville de La Sarre ;
- 13,2 km au nord de l'embouchure de la rivière La Reine ;
- 82,5 km au nord-ouest du centre-ville de Rouyn-Noranda.

L'embouchure de la rivière Chaboillez est située dans un coude de rivière sur la rive nord-est de la rivière La Reine. De là, la rivière La Reine coule sur 16,8 km vers le sud, jusqu'à la rive nord du lac Abitibi. Puis, le courant traverse le lac Abitibi vers l'ouest sur 45,5 km jusqu'à son embouchure, en contournant cinq grandes presqu'îles s'avançant vers le nord et plusieurs îles. 
À partir de l'embouchure du lac Abitibi, le courant emprunte le cours de la rivière Abitibi, puis de la rivière Moose pour aller se déverser sur la rive sud de la baie James.

## Toponymie
Le mot Chaboillez constitue un patronyme de famille d'origine française.
Le toponyme « rivière Chaboillez » a été officialisé le 5 décembre 1968 à la Commission de toponymie du Québec, soit à la création de cette commission.